# Cadell
Cadell (latino: Catullus; inglese: Catullus; attorno all'840) fu sovrano del Seisyllwg, regno che aveva ricevuto dal padre Rhodri Mawr.

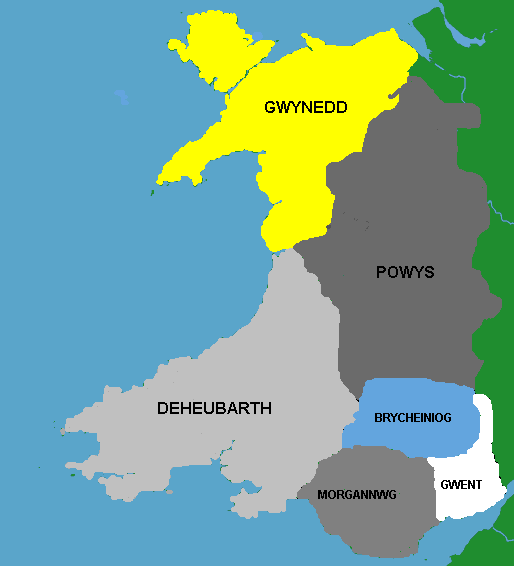
Regni medioevali del Galles, tra cui il Deheubarth, nato dall'unione tra Seisyllwg e Dyfed.

Tuttavia, non è chiaro quanto sia stato indipendente dopo la morte del genitore. Suo figlio, Hywel Dda, sposò l'ereditiera del re del Dyfed. Unì Seisyllwg e Dyfed e creò il regno del Deheubarth.